# Spiros Focás

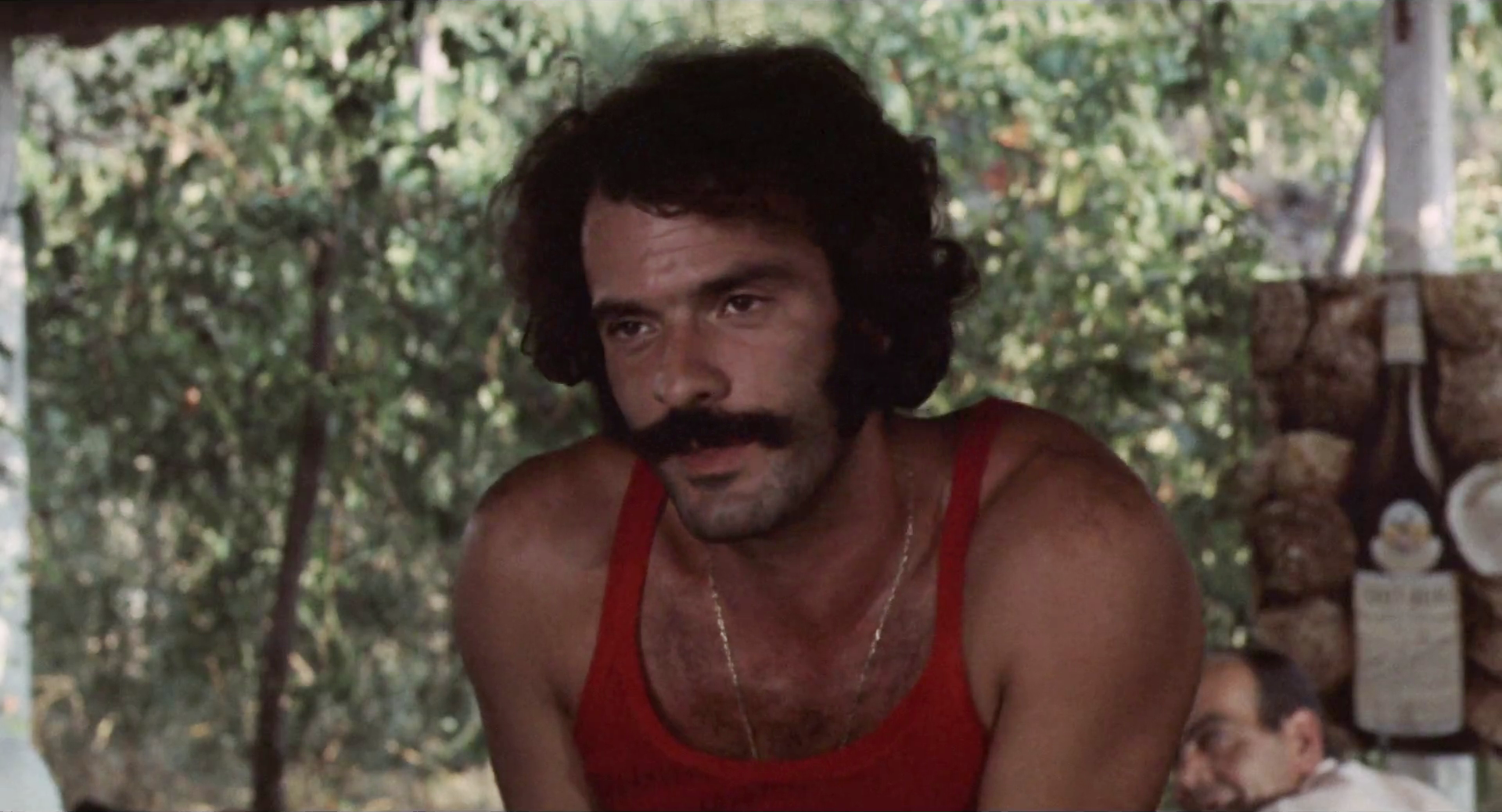
Spiros Focás (1970)

Spiros Focás, Σπύρος Φωκάς; eigentlich Spyridon Androutsopoulos (* 17. August 1937 in Patras; † 10. November 2023) war ein griechischer Schauspieler.

## Leben
Nach ersten Erfahrungen in seiner Heimat Griechenland wurde Focás schnell nach Italien verpflichtet, wo der damals 22-jährige Darsteller noch 1959 in zwei Hauptrollen als Kinoschauspieler debütierte, in einem Sozialdrama von Franco Rossi sowie einem Peplum von Vittorio Cottafavi. Eine seiner frühen Filmrollen hatte er in Luchino Viscontis Filmklassiker Rocco und seine Brüder als einer der Brüder von Rocco (gespielt von Alain Delon). Im Verlaufe der nächsten Jahrzehnte arbeitete er hauptsächlich in Italien, unter anderem mit international gefeierten Regisseuren wie Visconti und Vincente Minnelli, aber auch für zahlreiche Genre-Handwerker wie Ferdinando Baldi oder Gianfranco Mingozzi. Immer wieder wechselte Focás zwischen anspruchsvollen Filmen und abenteuerlicher Kommerzunterhaltung wie dem kontroversen Castigata – Die Gezüchtigte.
Focás war einer der wenigen Schauspieler seines Heimatlandes, die auch internationale Erfolge erzielen konnten. Ab den 1970er-Jahren trat er neben dem italienischen auch mehrfach im englischsprachigen Kino auf. So war er in Hollywood mit Interpretationen für Auf der Jagd nach dem Juwel vom Nil (1985) und Rambo III (1988) beschäftigt. Ab Mitte der 1970er-Jahre war er daneben auch häufig im Fernsehen zu sehen. Bis zum Jahr 2019 stand er beständig für, zuletzt vorrangig griechische, Film- und Fernsehproduktionen vor der Kamera. Focás wirkte in seiner rund sechs Jahrzehnte lang andauernden Karriere in mehr als 110 Film-und-Fernsehproduktionen mit.
Er war zweimal verheiratet und hatte eine Stieftochter. Focás starb am 10. November 2023 im Alter von 86 Jahren. Ein Pseudonym Focás' war Clyde Garner.

## Filmografie (Auswahl)
- 1959: Matomeno iliovasilemma
- 1960: Messalina (Messalina Venere imperatrice)
- 1960: …und zu leicht befunden (Morte di un amico)
- 1960: Rocco und seine Brüder (Rocco e i suoi fratelli)
- 1962: Gebrandmarkt (Un uomo da bruciare)
- 1966: I Stefania
- 1966: Angst (O fovos)
- 1968: Hasse deinen Nächsten (Odia il prossima tua)
- 1969: Zorro alla corte d’Inghilterra
- 1973: Shaft in Afrika (Shaft in Africa)
- 1974: Castigata – Die Gezüchtigte (Flavia, la monaca musulmana)
- 1976: Nina – Nur eine Frage der Zeit (Nina)
- 1977: Inferno 2000 (Holocaust 2000)
- 1985: Auf der Jagd nach dem Juwel vom Nil (The Jewel of the Nile)
- 1988: Rambo III (Rambo III)
- 1990: Frühstück bei ihr (White Palace)
- 1991: Mord ist ihr Hobby (Murder, She Wrote; Fernsehserie, Folge The List of Yuri Lermentov)
- 1993: Happy Holiday (Fernsehserie, Folge Der Star)
- 2008: Iatriko aporrito (Fernsehserie, 6 Folgen)
- 2014: Promakhos
- 2017: O Thisavros